# タチアナ・ボトキナ
タチアナ・エフゲーニエウナ・ボトキナ・メーリニク（ロシア語: Татьяна Евгеньевна Мельник-Боткина, ラテン文字転写: Tatiana Evgenievna Botkina-Melnik、1898年 - 1986年）は、1918年7月27日にエカテリンブルクでロシア帝国最後の皇帝ニコライ2世の家族とともに殺害された皇室主治医、エフゲニー・ボトキンの娘である。後年にアンナ・アンダーソンが本物のアナスタシア皇女である事を主張し、弟のグレブ・ボトキンとともに生涯を通じて彼女の代表的な擁護者となった。しかし、ボトキナが亡くなった後に行われたDNA鑑定によってアンダーソンがポーランドの農家に生まれたフランツィスカ・シャンツコフスカという名前の皇族詐称者であった事が証明された。

## 生い立ち
父親は皇室主治医のエフゲニー・ボトキン、母親は彼の妻のオリガである。母親が子供達のドイツ語の家庭教師と不倫した事が原因で1910年に2人は離婚した。
エフゲニーは子供達の親権を保持していた。自分達は皇帝の子供達の「親密な友人ではなかった」とボトキナは後年に語ったが、ボトキナと彼女の弟のグレブ・ボトキンは彼らをよく知っていた。1911年にロシア帝国皇帝ニコライ2世の子供達と出会い、以後はクリミアに休暇で滞在した彼らとしばしば遊んでいた。第一次世界大戦中にエカテリーナ宮殿の病院で赤十字の看護師を務めた時にも娘達とおしゃべりをする機会を持った。マリア皇女とアナスタシア皇女はボトキナが勤務する病院の後援者となり、病院の正面には「皇女マリアおよびアナスタシアの病院」と大きく表示された。2人は重労働にもかかわらず、そこでの奉仕活動がたいへん自慢で、患者の写真を撮影したり、患者の話し相手になったりした。マリアは自分達と患者の写真を1冊のアルバムにまとめ、ボトキナにプレゼントした。

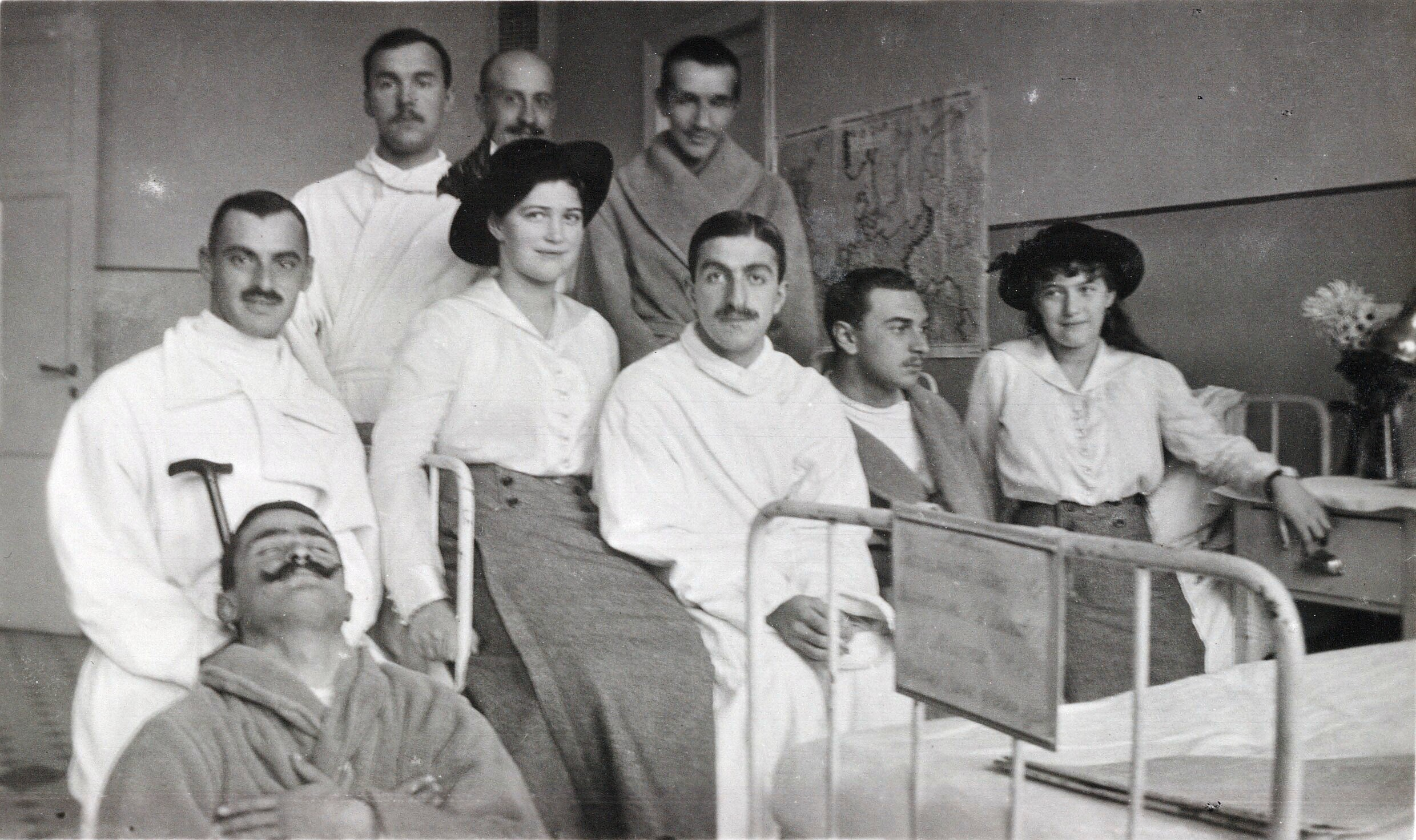
ボトキナが勤務する病院を訪れたマリアとアナスタシア（1915年）

## 革命、そして亡命
二月革命によって弟のグレブとともに、ニコライ2世の家族と一緒に流刑となった父親に同行した。つまり、流刑後のアナスタシア皇女を知っている数少ない人物である。ニコライ2世の一家がトボリスクからエカテリンブルクへ移送された時に2人は父親に同行する事が許されなかった。ボトキナ達は何とかして父親に同行しようと試みた。この際にボトキナはウラル・ソビエトの司令官からニコライ2世の一家がおそらく殺害されるであろうという話を聞いている。最終的に諦めてトボリスクに残る事にした。
父親が殺害されたというソコロフ報告書の結論を聞いた時の彼女の唯一の慰めは、父がニコライ2世をかばおうとして死亡していたという事実だった。
1918年秋にボトキナは以前にツァールスコエ・セローで知り合ったウクライナ出身の士官と結婚した。彼女達はウラジオストクからロシアを脱出し、最終的にフランスのグルノーブル近くの町に定住し、2人の間に産まれた子供達を育てた。
数年後に2人は離婚し、ボトキナはパリ近くで余生を送った。

## アンナ・アンダーソンとの繋がり
1926年にアンナ・アンダーソンとドイツで初対面したボトキナはその時の模様を次のように語っている。

一目で彼女はアナスタシアだと確信したが、散歩をするうちにますますよく似ていると思うようになったという。
| 「 | 彼女の顔を近くから見つめ、特にその青い、明るい眼をよく見た時、私は直ぐにアナスタシア・ニコラエヴナ皇女だと思いました。背の高さ、体付き、髪の色は正にアナスタシアそのものです。―彼女の眼、瞼、耳は全く同じです。 | 」 |

ボトキナはロマノフ家の話題に持って行き、マリアから贈られたアルバムを持ち出した。表紙にはアナスタシアとマリアが後援してきた第一次世界大戦の傷病兵のための病院の写真が貼ってあり、姉妹はこの病院を訪れた時に看護師をしていたボトキナによく会っていた。中には皇帝一家のもっと私的な写真も含まれており、アンダーソンは「これは一人で見させて」と言って隣の部屋へ行ってしまった。同行していたオステン・ザッケン男爵に促されて後を追ってみると、長椅子に腰を下ろして「感極まった様子で、涙をいっぱいにためて」アルバムを広げていた。アンダーソンが他に何枚かあるか聞いてきたので、ボトキナは皇帝一家の写真を更に何枚か持ってきた。
| 「 | 写真に覆い被さるようにして、震えながら涙声で「お母様！お母様！」と呼んでいる様子を見たら、誰ももう決して彼女の素性を疑おうなどとは思わないでしょう。 | 」 |

ボトキナはこの後にアンダーソンが疲れ果て、夜遅くなってからベッドに寝かせて語り掛けた時の彼女の返答に驚きを隠せなかった。
| 「 | 貴女が昔病気の時、私の父が貴女の服を脱がせてあげましたね。さあ、私もそうして差し上げましょう。すると彼女は「そうなの、はしかだったのよ」と答えたのです。彼女は私の事を完全に覚えているのだなと思いました。と言うのは皇帝の子供達がはしかにかかった時、これは勿論一度だけの事ですが、私の父は皇女達と一緒に付き添い、まるで看護師のように看病したものでした。こんな事は誰にも話していませんし、父を除いて、私だけが知っている事なのです。 | 」 |

アンダーソンには記憶障害があったと述べている。
| 「 | 彼女の記憶にはどうやら障害があるようでした。それに眼にも。彼女が言うには、病気をしてから時計の読み方を忘れて、苦労して憶え直したそうです。今でもその練習は毎日続けなくてはならないと言うのです。また、いつも練習していないと、ほとんど何でも忘れてしまうとも言ってました。服を着るのも、洗濯をするのも、縫い物をするのも、いつでも自分に強制するみたいにしてやらなければならない。そうやって忘れないようにしていると言うのです。 | 」 |

ボトキナはアンダーソンをアナスタシアだとは信じようとしない人々に手紙を書き、力を貸してくれそうな人には残らず会ってみたが、誰からも力を得られそうにない事が直ぐに判明した。「その女性がアナスタシアだとしても―」。
弟のグレブとともに亡くなるまでアンダーソンを見捨てなかった数少ない一貫した支持者であり、その誠実さを疑われなかった生き証人でもあった。皇帝一家との友情など皇室に関する彼女の思い出についての回顧録を執筆した。